# Латухихин, Миша
Миша Йонас Эманюэл Латухихин (нидерл. Misha Jonas Emanuel Latuhihin; род. 26 декабря 1970, Неймеген, Гелдерланд) — нидерландский волейболист, олимпийский чемпион 1996 года и чемпион Европы 1997 года. В сборной Нидерландов на протяжении нескольких сезонов был вторым связующим, в основном выходя на замену знаменитому Петеру Бланже (на Олимпийских играх 1996 года в Атланте сыграл всего в двух матчах).
Был в заявке и на Олимпийских играх 2000 года, где голландцы заняли 5-е место, но на площадку не выходил.
После окончания карьеры стал тренером.